# 속도분산
속도분산(速度分散, σ)은 천문학에서 산개성단, 구상성단, 은하, 은하단, 초은하단 같은 무리 지어진 천체의 평균속도에 대한 통계적 분산이다. 이들의 시선속도를 측정함으로 그 무리의 속도 분산을 추정할 수 있고 비리얼 정리로부터 그 무리의 질량을 알아낸다. 시선속도는 천체에서 구한 스펙트럼 선의 도플러 확장을 측정함으로 알아낼 수 있다. 중심 속도 분산은 은하나 성단 같은 전체의 내부 지역의 속도 분산을 나타낸다.
질량과 속도 분산 관계는 관측되는 천체를 토대로 천문학에서 몇 가지 형태를 가진다. 예를 들어 M-σ 관계는 블랙홀 주변을 돌고 있는 물질로, 페이버-잭슨 관계는 타원은하로, 툴리-피셔 관계는 나선은하로 알아냈다. 이를테면 우리은하의 초대질량블랙홀에 대한 천체의 속도 분산은 약 75 km/s이고, 우리은하보다 약 10배큰 초대질량블랙홀을 가지고있는 안드로메다은하(M31)의 속도 분산은 약 160 km/s이다.
은하단은 작은 천체보다 속도 분산 범위가 넓다. 예를 들어 소규모 그룹인 우리 국부 은하군의 속도 분산은 61±8 km/s인 반면 코마은하단(머리털자리 은하단) 같은 풍부한 은하단의 속도 분산은 약 1000 km/s이다. 코마은하단에 속한 왜소 타원 은하에서는 별들이 일반적으로 속도 분산이 ≲ 80 km/s이다. 보통 타원은하의 속도 분산은 평균적으로 200 km/s정도를 가진다.
나선은하에서 종족1별의 속도 분산의 증가는 각각의 별과 태양질량의 10만배 이상의 성간 가스와 먼지구름 사이의 임의의 운동량 변화인 동마찰의 결과와 같은 점차적인 과정이다. 위에서 바라본 나선 은하의 중심 속도 분산은 ≲ 90 km/s이다.

## 같이 보기
- M-σ 관계
- 페이버-잭슨 관계
- 툴리-피셔 관계